# NGC 1085
NGC 1085 est une très vaste galaxie spirale située dans la constellation de la Baleine. NGC 1085 a été découverte par l'astronome prussien Heinrich d'Arrest en 1865.

## Caractéristiques
Sa vitesse par rapport au fond diffus cosmologique est de  6 569 ± 16 km/s, ce qui correspond à une distance de Hubble de 96,9 ± 6,8 Mpc (∼316 millions d'al).
À ce jour, une douzaine de mesures non basées sur le décalage vers le rouge (redshift) donnent une distance de 84,642 ± 13,380 Mpc (∼276 millions d'al), ce qui est à l'intérieur des valeurs de la distance de Hubble. Notons cependant que c'est avec la valeur moyenne des mesures indépendantes, lorsqu'elles existent, que la base de données NASA/IPAC calcule le diamètre d'une galaxie et qu'en conséquence le diamètre de NGC 1085 pourrait être d'environ 87,1 kpc (∼284 000 al) si on utilisait la distance de Hubble pour le calculer. 
La classe de luminosité de NGC 1085 est II-III et elle présente une large raie HI.

## Supernova
La supernova SN 2003hk a été découverte conjointement le 20 août 2003 par l'astronome amateur britannique Tom Boles ainsi que par M. Moore and W. Li dans le cadre du programme LOTOSS de l'observatoire Lick. Cette supernova était de type II.

## Groupe de NGC 1016
La galaxie NGC 1085 fait partie du groupe de NGC 1016. En plus de NGC 1085 et de NGC 1016, ce groupe de galaxies compte au moins 8 autres galaxies : NGC 1004, IC 232, IC 241, IC 1843, UGC 2018, UGC 2019, UGC 2024 et UGC 2051. Dans l'article de Mahtessian, ces quatre dernières galaxies sont désignées 0230+0003 (pour CGCG 0230.1+0003), 0230+0024 (pour CGCG 0230.1+0024), 0230+0012 (pour CGCG 0230.4+0012) et 0231+0108 (pour CGCG 0231.5+0128).